# Języki bantu

Rodziny językowe Afryki

Języki bantu – rodzina języków afrykańskich, zaliczana do wielkiej rodziny nigero-kongijskiej. W rodzinie tej wyróżnia się ponad 400 języków, którymi posługuje się około 350 milionów osób na terenie niemal całej Czarnej Afryki z wyjątkiem większości Afryki Zachodniej, Półwyspu Somalijskiego oraz południowo-centralnej Namibii i zachodniego RPA.
Najważniejsze języki z grupy bantu to suahili, rwanda, lingala, njandża, makua, bemba, tonga, szona, xhosa i zulu.

## Cechy charakterystyczne
Podstawowe cechy języków rodziny bantu to:
- duże podobieństwo słownictwa i struktury gramatycznej;
- aglutynacyjność;
- rozwinięty system klas rzeczownikowych;
- brak fleksji;
- brak gramatycznego rozróżnienia rodzaju męskiego i żeńskiego;
- stały szyk zdania SVO.

Rzeczowniki w języku bantu zawierają z reguły temat poprzedzony prefiksem, zmieniającym postać w zależności od kategorii liczby. Rzeczowniki dzielą się na klasy na podstawie tychże prefiksów. Niemal wszystkie wyrazy w zdaniu bantu są zazwyczaj wyposażone w prefiks, oznaczający klasę, do której należy rzeczownik, użyty w tym zdaniu w funkcji podmiotu. W języku bantu występują również sufiksy, zazwyczaj dołączane do tematów czasownikowych.

## Geneza i rozprzestrzenianie się języków bantu
Pochodzenie języków bantu od wspólnego prajęzyka nie jest dziś w zasadzie przez nikogo podważane. Wśród specjalistów od bantuistyki nie ma jednak zgody co do obszaru pierwotnego występowania tych języków, ani kierunków ich migracji. Rekonstrukcję wspólnego języka prabantu dodatkowo utrudnia niski stopień poznania większości języków tej rodziny (zwłaszcza z północnych krańców zajmowanego przez nie obszaru) oraz fakt tworzenia przez nie kontinuum językowego, co wskazuje na ich wzajemne interakcje. Z drugiej strony pewnych wskazówek na temat historii języków bantu dostarcza ich wysoki stopień podobieństwa i zwarty, choć rozległy obszar ich występowania. Uważa się, że taka dystrybucja wskazuje na względnie krótki czas różnicowania się tych języków (ok. 3–4 tys. lat).

### Hipoteza J. Greenberga
W latach 40. XX wieku Joseph Greenberg oparł swoją hipotezę wędrówek ludów mówiących językami bantu na spostrzeżeniu – dziś przez nikogo nie kwestionowanym – że są one spokrewnione z językami kordofańskimi (Greenberg proponował jednak nieco dalsze pokrewieństwo, niż się dzisiaj sądzi – umieścił języki kordofańskie na równi z językami nigero-kongijskimi, do których zaliczają się bantu, w obrębie nieuznawanej dziś makrorodziny nigero-kordofańskiej). Zgodnie z teorią Greenberga praojczyzną ludów bantu miałyby być tereny na styku obszarów zajmowanych przez te grupy językowe, a więc tereny dzisiejszego Kamerunu i Republiki Środkowoafrykańskiej. Greenberg nie przedstawił jednak koncepcji dalszego rozprzestrzeniania się języków bantu ani ich klasyfikacji.

### Hipoteza M. Guthriego
Malcolm Guthrie wysunął pod koniec lat 60. XX wieku hipotezę rozprzestrzeniania się języków bantu, opartą na badaniach leksykostatystycznych. Zrekonstruował on około 2000 wspólnych rdzeni bantu i zbadał stopień ich zachowania w kilkudziesięciu językach testowych tej rodziny. Guthrie przyjął następnie teoretyczne założenie, że obszar zajmowany przez języki zachowujące najwięcej pierwotnych rdzeni jest obszarem pierwotnego występowania języków bantu. Zgodnie z tym założeniem, języki różnicowałyby się coraz bardziej w miarę oddalania się mówiących nimi ludów od swojej pierwotnej siedziby. W świetle tych założeń praojczyzną języków bantu miałyby być tereny Wyżyny Katanga w południowo-wschodniej części Demokratycznej Republiki Konga (za hipotetyczne jądro języków bantu często uznaje się w tym kontekście język bemba). Teza ta jest jednak krytykowana.

### Hipoteza B. Heinego
W latach 70. XX wieku kilku niemieckich uczonych, m.in. Bernd Heine, Hans Hoff i Rainer Vossen, zaproponowało kilkuetapowy proces rozprzestrzeniania się języków bantu. Podobnie jak Greenberg za ich pierwotną siedzibę uznali tereny dzisiejszego Kamerunu. Zdaniem niemieckich uczonych drugim ośrodkiem były tereny Konga, skąd języki bantu rozprzestrzeniły się na południe, ku Angoli, Namibii i RPA oraz na południowy wschód, gdzie posługujące się nimi ludy utworzyły drugi ośrodek kulturowy. Znajdować się on miał na obszarze wskazanym przez Guthriego jako praojczyzna wszystkich języków bantu, a więc na terenie wyżyny Katanga w południowo-wschodniej Demokratycznej Republice Konga. Zgodnie z teorią niemieckich uczonych stąd miała nastąpić ostatnia faza ekspansji języków bantu na Afrykę Wschodnią.

### Hipoteza D.W. Phillipsona

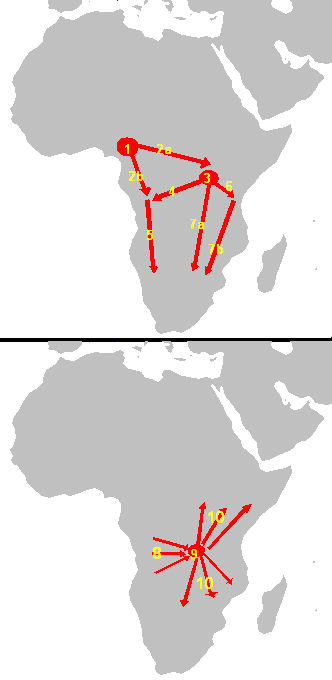
Hipoteza rozprzestrzeniania się języków bantu według D.W. Phillipsona

W 1980 roku David W. Phillipson zaproponował chronologię i trasy wędrówek ludów bantu, uwzględniające kontakty języków tej rodziny z językami nilo-saharyjskimi widoczne w materiale leksykograficznym.
- Faza 1 – około 1000 p.n.e. utworzyła się społeczność protobantu. Podobnie jak poprzednicy Phillipson przyjął za praojczyznę języków bantu obszary dzisiejszego Kamerunu i południowo-wschodniej Nigerii.
- Faza 2a – w okresie 1000–400 p.n.e. część ludów bantu przemieściła się na wschód, wzdłuż północnej granicy lasu tropikalnego. Ludy bantu mieli tu kontakt z ludnością mówiącą wczesnymi językami środkowosudańskimi (grupa nilo-saharyjska). Świadczą o tym liczne zapożyczenia leksykalne.
- Faza 2b – jednocześnie, w okresie 1000–200 p.n.e. inna część ludów bantu wywędrowała z pierwotnej siedziby w kierunku południowym wzdłuż wybrzeży Atlantyku.
- Faza 3 – w okresie 400–300 p.n.e. ludność bantu migrująca na wschód utworzyła na terenach Międzyjezierza kulturę Urewe (kultura wczesnej epoki żelaza).
- Faza 4 – w okresie 300–100 p.n.e. część ludów kultury Urewe wywędrowała na zachód południowym skrajem lasu tropikalnego i wymieszała się tam z ostatnimi ludami fali migracyjnej 2b, dzieląc się z nimi zdobyczami techniki kultury Urewe.
- Faza 5 – zmieszane fale migracyjne 2b i 4 wywędrowały na południe, tworząc ok. roku 100 p.n.e. ośrodek późniejszego rozprzestrzeniania się języków bantu na Afrykę Południową.
- Faza 6 – w okresie 100–200 n.e. ludy kultury Urewe przemieściły się ku wybrzeżom Oceanu Indyjskiego na obszarach dzisiejszego pogranicza Tanzanii i Kenii, tworząc tam kulturę Kwale. Powstały tu języki pochodzące bezpośrednio od narzeczy używanych przez ludy fali migracyjnej 2a i kultury Urewe.
- Faza 7a i 7b – w okresie 300–400 n.e. ludy kultur Urewe i Kwale wywędrowały na południe
- Faza 8 i 9 – w okresie 400–500 n.e. ludy fali migracyjnej 5 wywędrowały na wschód i napotkały tam migrujące ludy z kultur Kwale i Urewe. W wyniku zmieszania się tych dwóch kultur powstał ok. 500 roku n.e. nowy ośrodek kulturowy w regionie wyżyny Katanga w południowej części dzisiejszej Demokratycznej Republiki Konga.
- Faza 10 – w okresie 1000–1100 n.e. nastąpiła ekspansja kultury 9 na cały obszar Afryki Wschodniej.

## Klasyfikacja języków bantu

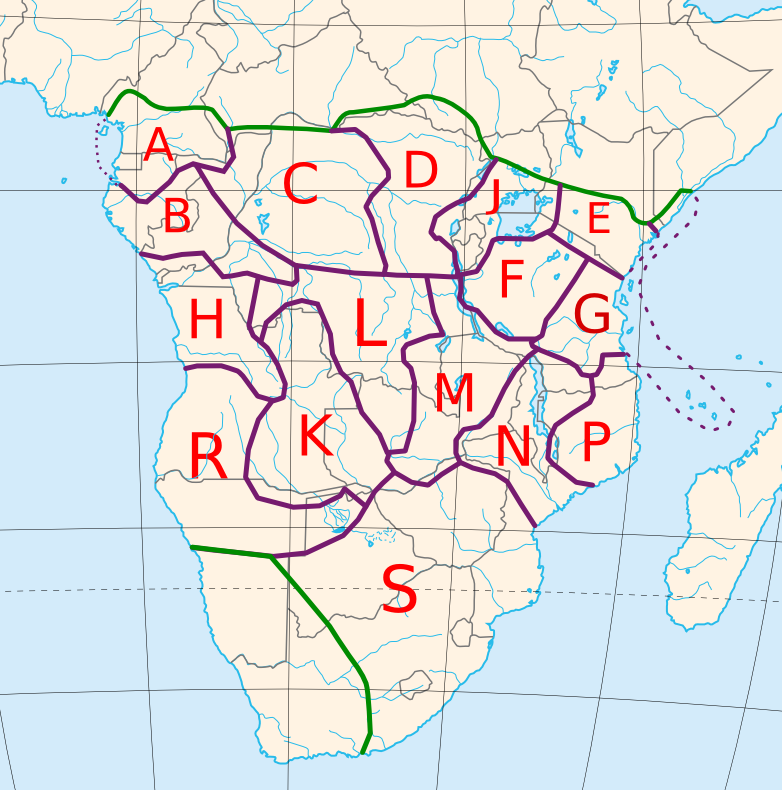
Przybliżone pozycje szesnastu stref bantu według Guthriego z uwzględnieniem dodania strefy J

Słaby stopień poznania większości języków bantu nie pozwala na obecnym etapie badań na przedstawienie ich jednoznacznej klasyfikacji genetycznej.
Malcolm Guthrie zaproponował klasyfikację geograficzno-referencyjną w 1948 roku, którą następnie rozwinął w latach 1967–1971. Guthrie podzielił języki Bantu według ich geograficznych obszarów występowania na 15 grup, które oznaczył literami A–S i podzielił na „dziesiątki” (grupy A10, A20,..., S60). Poszczególne języki otrzymały kolejne numery w „dziesiątkach” (języki A11, A12,...,S62), a ich dialekty zostały oznaczone poprzez dodanie do kodu języka małych liter alfabetu (dialekty języka A11 to A11a, A11b itd.). Klasyfikacja ta została zaktualizowana przez J.F. Maho.
Klasyfikacje genetyczne zostały opracowane przez lingwistów z ośrodka badań naukowych przy Królewskim Muzeum Afryki Środkowej w Tervuren (klasyfikacja leksykostatystyczna) oraz przez członków SIL International. Te trzy klasyfikacje: Guthriego, Tervuren i SIL są powszechnie uznane i stosowane w literaturze przedmiotu, przy czym najczęściej stosowaną klasyfikacją jest klasyfikacja Guthriego. Klasyfikacje te różnią się one znacznie od siebie – klasyfikacje Tervuren i SIL bazują wprawdzie na klasyfikacji Guthriego, jednak wiele języków zostało tam przekodowanych i przegrupowanych, utworzono nowe grupy a inne zarzucono. Klasyfikacja Tervuren utworzyła nową grupę referencyjną oznaczoną literą „J” – którą przejęła klasyfikacja SIL, i którą uwzględnił Maho w aktualizacji klasyfikacji Guthriego.
Poniżej przedstawiono klasyfikację języków bantu według M. Guthriego zaktualizowaną przez J.F. Maho. Maho do listy Guthriego dodał nowe języki, dialekty oraz języki pidżynowe i kreolskie, stosując następujący zapis kodu:
- Nowe dialekty języka znajdującego się już na liście Guthriego oznaczono poprzez dodanie do oryginalnego kodu języka Guthriego na końcu kolejnej wielkiej litery alfabetu, np. A15C to nowy dialekt języka o kodzie A15, podczas gdy A15a i A15b to dialekty umieszczone na liście przez Guthriego.
- Nowe języki oznaczono poprzez dodanie do oryginalnego kodu języka Guthriego na końcu kolejnych cyfr, np. A151 to nowy język, najbliższy językowi o kodzie A15. Kiedy nie można było zidentyfikować pokrewieństwa z językiem z listy Guthriego, nowy język oznaczono poprzez dodanie kolejnej cyfry do kodu grupy geograficznej, np. A101 to nowy język w geograficznej grupie A10.
- Nowe języki pidżynowe i języki kreolskie zostały oznaczone poprzez dodanie do kodu grupy geograficznej wielkiej litery alfabetu, np. A10A to język pidżynowy lub kreolski powstały na bazie języka w grupie A10.

Poniższa lista przedstawia języki i dialekty w grupach geograficznych A–S, które mają przynajmniej 100.000 użytkowników; szczegółowe klasyfikacje wszystkich języków i dialektów przedstawione są w artykułach o poszczególnych grupach geograficznych A–S.
- Bantu A: Kamerun, Republika Środkowoafrykańska i Kongo[9]
  - A10 języki lundu-balong: A101 oroko, A15C dialekt akoose (bakossi)
  - A20 języki duala: A24 duala
  - A30 języki bubi-benga
  - A40 języki basaa: A43a dialekt basaa
  - A50 języki bafia: A53 bafia
  - A60 języki sanaga
  - A70 języki ewondo-fang – języki yaunde-fang: A71 eton, A72(a) yaunde (ewondo), A75 fang, A74a dialekt bulu
  - A80 języki maka-njem
  - A90 języki kaka: A93 kako
- Bantu B: Gabon, Kongo i Republika Środkowoafrykańska[10]
  - B10 języki myene
  - B20 języki kele: B22a zachodni kele
  - B30 języki tsogo: B31 tsogo
  - B40 języki shira-punu: B43 punu
  - B50 języki nzebi: B52 njabi
  - B60 języki mbete: B61 mbete
  - B70 języki teke: B75 bali, B73a dialekt tsaayi
  - B80 języki tende-yanzi: B84 (daw. B87) mpuono, B86 di, B85 yanzi (yans)
- Bantu C: Kongo i Republika Środkowoafrykańska[11]
  - C10 języki ngandi
  - C20 języki mboshi: C25 mbos(h)i
  - C30 języki bangi-ntumba: C30B lingala, C36c dialekt mbudza, C35a dialekt ntomba, C32 bangi, C35b dialekt bolia
  - C40 języki ngombe: C41 ngombe, C44 bwa
  - C50 języki soko-kele
  - C60 języki mongo-nkundu: C61 mongo-nkundu, C63 ngando
  - C70 języki tetela: C71 tetela, C75 kela
  - C80 języki bushoong: C83 bushoong
- Bantu D: Kongo, Sudan Południowy, Republika Środkowoafrykańska i Uganda[12]
  - D10 języki mbole-ena: D11 mbole, D12 lengola
  - D20 języki lega-holoholo: D251 lega-malinga, D26 zimba
  - D30 języki bira-nyali: D33 nyali, D332 budu, D32 bira
  - D40 języki nyanga: D43 nyanga
  - D50 języki bembe-buyi: D54 bembe
  - D60 języki ruanda-rundi zob. JD60
- Bantu E: Kenia i Tanzania[13]
  - E10 języki nyoro-ganda zob. JE10
  - E20 języki haya-jita zob. JE20
  - E30 języki masaba-luhya zob. JE30
  - E40 języki temi
  - E50 języki kikuyu-kamba: E51 kikuyu, E55 kamba, E53 meru, E52 embu, E54 tharaka
  - E60 języki czhaga: E622A (daw. E62a) dialekt mochi, E621 język chaga, E622C (daw. E62b) dialekt wuunjo, E621A (daw. E61) dialekt rwa
  - E70 języki nyika-taita: E72 nyika, E73 digo, E72d dialekt duruma, E72c dialekt conyi, E74 taita
- Bantu F: Tanzania[14]
  - F10 Języki tongwe-bende
  - F20 Języki sukuma-nyamwezi: F21 sukuma, F22 nyamwezi, F23 sumbwa
  - F30 Języki nilamba-rangi: F32 nyaturu, F31 nilamba, F33 rangi
- Bantu G: Tanzania, Mozambik i Kongo[15]
  - G10 języki gogo-kagulu: G11 gogo, G12 kagulu
  - G20 języki szambala: G23 shambala, G22 pare
  - G30 języki zigula-zaramo: G35 ruguru, G31 zigula, G34 ngulu, G32 ngh’wele
  - G40 języki suahili: G41-43 suahili, G44 język komoryjski
  - G50 języki pogolo-ndamba: G51 pogolo
  - G60 języki bena-kinga: G62 hehe, G63 bena, G64 pangwa, G65 kinga
- Bantu H: Angola, Kongo i Demokratyczna Republika Konga[16]
  - H10 języki kikongo: H16 kikongo, H16c dialekt yombe, H131 suundi, H10A kituba (język kreolski)
  - H20 języki kimbundu: H21 język mbundu
  - H30 języki yaka: H31 yaka, H321 so(o)nde
  - H40 języki mbala-hunganna
- Bantu J: Kenia, Tanzania, Uganda i Demokratyczna Republika Konga[17]
  - JD40 języki konzo-ndandi: JD42 ndande, JD41 konjo
  - JD50 języki shi-hunde: JD53 shi, JD52 haavu, JD51 hunde, JD531 tembo
  - JD60 języki rwanda-rundi: JD61 rwanda, JD62 rundi, JD66 ha, JD63 fuliiro, JD65 hangaza, JD64 subi
  - JE10 języki nyoro-ganda: JE101 gungu, JE14 kiga, JE13 nyankole, JE16 soga, włączając język kenyi, JE11 nyoro, JE12 toro, JE17 gwere, JE121 hema, JE102 talinga-bwisi
  - JE20 języki haya-jita: JE22 haya, JE21 nyambo, JE25 jita, JE23 jinja, JE252 kara, JE24 kerewe, JE251 kawya
  - JE30 języki masaba-luhya: JE32 luhya, JE31c dialekt bukusu, JE33 nyore, JE31 masaba, JE35 nyul
  - JE40 języki ragoli-kuria
- Bantu K: Angola, Namibia i Zambia[18]
  - K10 języki ciokwe-luchazi: K11 ciokwe, K14 lwena, K13 luchazi, K15 mbunda, K12b dialekt ngangela, K17 mbwela
  - K20 języki lozi: K21 język lozi
  - K30 języki luyana: K31 luyana
  - K40 języki subiya-totela
- Bantu L: Zambia i Demokratyczna Republika Konga[19]
  - L10 języki pende: L11 pende
  - L20 języki songe: L23 język songe, L231 binji
  - L30 języki luba: L31a luba-kasai (cziluba), L33 luba-katanga (kiluba), L35 sanga, L32 kanyoka
  - L40 języki kaonde: L41 język kaonde
  - L50 języki lunda: L52 lunda, L53 ruund
  - L60 języki nkoya
- Bantu M: Malawi, Tanzania, Zambia, Demokratyczna Republika Konga i Zimbabwe[20]
  - M10 języki fipa-mambwe
  - M20 języki nyika-safwa: M23 nyika, M22 mwanga, M25 safwa
  - M30 języki nyakyusa-ngonde: M31 nyakyusa-ngonde, M301 ndali
  - M40 języki bemba: M42 bemba, M41 taabwa, M402 aushi
  - M50 języki lala-bisa-lamba: M51/52 lala-bisa, M55 seba, M54 lamba
  - M60 języki lenje-tonga: M64 tonga, M61 lenje
- Bantu N: Malawi, Mozambik, Tanzania, Zambia i Zimbabwe[21]
  - N10 języki manda: N12 ngoni, N15 tonga, N13 matengo
  - N20 języki tumbuka: N21 język tumbuka
  - N30 języki czewa-njandża: N31 czewa (njandża)
  - N40 języki senga-sena: N44 sena, N43 nyungwe, N42 kunda, N41 nsenga
- Bantu P: Malawi, Mozambik i Tanzania[22]
  - P10 języki matumbi: P14 ngindo, P12 rufiji, P11 ndengereko,
  - P20 języki yao: P21 yao, P23 makonde, P22 mwera
  - P30 języki makua: P31 makua, P32 lomwe, P34 echuwabo, P31C chirima,
- Bantu R: Angola, Botswana i Namibia[23]
  - R10 języki ubundu: R11 ubundu, R13 nyaneka, R14 khumbi
  - R20 języki wambo: R22 ndonga, R21 kwanyama
  - R30 języki herero: R30 język herero
  - R40 języki yeyi
- Bantu S: Botswana, Mozambik, Południowa Afryka, Suazi i Zimbabwe[24]
  - S10 języki shona: S11-15 ≈ S10 shona, S13 manyika, S16 kalanga, S15 ndau, S16B nambya
  - S20 języki venda: S21 język venda
  - S30 języki sotho-tswana: S33 południowy sotho, S32 północny sotho, S31 tswana,
  - S40 języki nguni: S42 zulu, S41 xhosa, S44 ndebele, S43 suazi
  - S50 języki tswa-ronga: S53 tsonga, S51 tswa, S54 ronga
  - S60 języki copi: S61 copi, S62 tonga